# Parallelverkehr
Als Parallelverkehr bezeichnet man im Öffentlichen Nahverkehr das gleichzeitige Angebot einer Verbindung durch mehrere Verkehrsträger, Verkehrsunternehmen oder Linien.

## Ursachen
Die einzelnen Linien / Verkehre werden von unterschiedlichen Verkehrsunternehmen bzw. Aufgabenträgern bedient / verwaltet, die jeweils Vorteile durch die eigenen Verkehre erlangen möchten. In zahlreichen Fällen existiert sogar ein erfolgreicher Verkehr, der durch zusätzliche Parallelfahrten anderer Unternehmen verwässert wird, welche dem Kunden evtl. scheinbare, kleine Vorteile zu bieten haben sollen oder noch kostengünstiger durchzuführen sind. In den meisten Fällen werden gerade oder gar ausschließlich die „lohnenden“ Fahrten (Hauptverkehrszeiten, Wochenend-Ausflugsverkehre, Schülertransporte etc.) zusätzlich bedient, was die Auslastung der/des eigentlichen Linie/Verkehrs gerade zu diesen statistisch und wirtschaftlich wichtigen Zeiträumen sinken lässt.
Die Parallelverkehre ergeben sich aus betrieblichen Gründen wie Ein- / Ausrückfahrten vom und zum Betriebshof (Straßenbahn / Bus). In diesen Fällen wird / werden der / die Streckenäste um den Betriebshof herum vermehrt zusätzlich auf bestimmten Linienteilabschnitten befahren. Diese Kurzfahrten verwirren einige Fahrgäste und finden meist vor und nach den Hauptverkehrszeiten statt.
Ein Linien- / Streckennetz besitzt Abschnitte, die von mehreren Linien / Zügen befahren werden müssen (sog. „Flaschenhälse“), z. B. in Innenstädten/Bahnhofstraßen oder in der Umgebung wichtiger Bahnhöfe.
Mehrere Linien / Strecken, die Außenbereiche (auswärtige Stadtteile, Dörfer usw.) anbinden, laufen aufgrund betrieblicher (zuvor keine Wendemöglichkeit vorhanden oder dort zu (zeit-)aufwändig zu praktizieren) oder strategischer (vermiedenes Umsteigen durch Direktverbindungen, politische Förderung gewisser Ziele) Bedürfnisse bis in die Innenstadt oder zu einem wichtigen Kreuzungspunkt / Kopfbahnhof durch.

## Folgen
Durch derartige Verkehre sinkt die Auslastung der einzelnen Linien bzw. Verkehre. Daraus ergibt sich ein wirtschaftlicher Verlust, der bis zu einer Verlagerung oder Streichung bestimmter Fahrten und in einigen Fällen sogar zur kompletten Einstellung/Abbestellung einer Linie bzw. Strecke führen kann.